# SMAD6
هم‌ساخت ۶ مادران مخالف دکپنتاپلجیک (انگلیسی: Mothers against decapentaplegic homolog 6) یک پروتئین است که در انسان توسط ژن «SMAD6» کُدگذاری می‌شود.
این پروتئین عضوی از خانواده بزرگ SMAD است که این نیز به نوبهٔ خود، جزئی از اَبَرخانوادهٔ فاکتور رشد تغییردهنده بتا است.
پروتئین SMAD6 در پیام‌رسانی سلولی نقش دارد.

## اهمیت بالینی
جهش هتروزیگوت در ژن «SMAD6» شایع‌ترین علت ژنتیکی «جوش‌خوردن جمجمه غیر سندرمی» است که تا به امروز، شناسایی شده‌است.